# Скречу, Владимир
Владимир Йонуц Скречу (рум. Vladimir Ionuț Screciu; 13 января 2000, Корабия, Румыния) — румынский футболист, полузащитник клуба «Университатя (Крайова)» и сборной Румынии.

## Биография

### Клубная карьера
На профессиональном уровне дебютировал 2 октября 2016 года в составе «Университатя (Крайова)», выйдя на замену на 82-й минуте в матче против «Стяуа», став таким образом первым футболистом 2000 года рождения в чемпионате Румынии.

### Карьера в сборной
В 2016 году выступал за юношескую сборную Румынии до 17 лет. С 2017 года играет в составе сборных до 19 и до 21 года.

## Достижения
«Университатя Крайова»
- Обладатель Кубка Румынии: 2017/18